# Eleotris mauritiana
Eleotris mauritiana är en fiskart som beskrevs av Bennett 1832. Eleotris mauritiana ingår i släktet Eleotris och familjen Eleotridae. Inga underarter finns listade i Catalogue of Life.